# 황찬호
황찬호(1986년 2월 24일 ~ 2018년 4월 26일)는 대한민국의 배우이다.

## 학력
- 서울예술대학 연극과

## 출연작

### 드라마
- 《그남자 오수》 (OCN, 2018년) - 포장마차 건달 역
- 《연남동 539》 (MBN, 2018년) – 박천웅 형사 역
- 《장영실》 (KBS1, 2016년) – 무산 역

### 뮤지컬
- 《셜록홈즈》 (2011년)
- 《아름다운 세상을 위하여》 (2006년)

### 연극
- 《챠이카》 (2015년)
- 《벚꽃동산》 (2015년)
- 《파더레스》 (2014년)
- 《잉여인간 이바노프》 (2014년)
- 《검은옷의 수도사》 (2014년)
- 《내일은 챔피온》 (2012년)
- 《숲귀신》 (2010년)
- 《유리가면 Episode 5 - 또 하나의 영혼》 (2006년)